# Adolf Mattheus Rodde

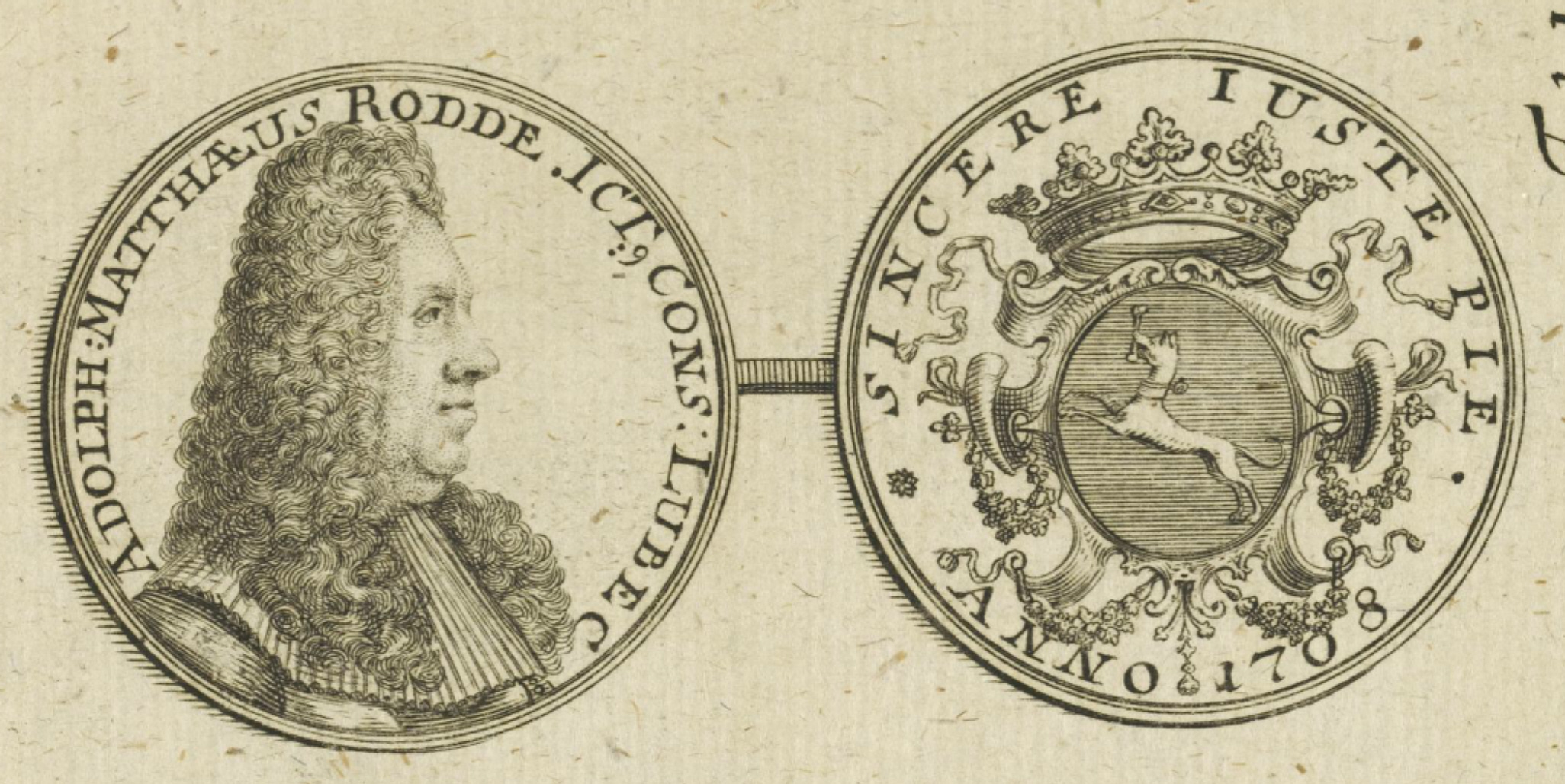
Adolf Mattheus Rodde

Adolf Mattheus Rodde (* 1655 in Lübeck; † 4. März 1729 ebenda) war ein deutscher Jurist und Bürgermeister der Hansestadt Lübeck.

## Leben
Rodde war Sohn des Lübecker Bürgermeisters Matthäus Rodde und jüngerer Bruder des Lübecker Ratsherrn Franz Bernhard Rodde. Rodde studierte Rechtswissenschaften an den Universitäten in Kiel, Leipzig und Leiden. Seine Grand Tour führte ihn nach England, Frankreich und Italien. Nach der Promotion zum Dr. jur. in Kiel (1682) trat er als Ratssekretär in die Dienste des Rates der Stadt Lübeck und stieg bis 1695 zum Protonotar, also dem ersten der drei Ratssekretäre auf. Nach dem Tod seines Bruders wurde er 1701 selbst in den Rat der Stadt gewählt. Im Rat wurde er 1708 zu einem der vier Bürgermeister bestimmt. 1716 hatte er den von Dänemark anreisenden Zaren Peter den Großen mit seiner Frau und Gefolge vier Tage in der Stadt gastlich zu bewirten. Außenpolitisch verhandelte er mit Dänemark wegen der Handelsblockade der Travemündung durch auf der Reede in der Lübecker Bucht vor Travemünde liegende dänische Kriegsschiffe in den Jahren von 1717 bis 1720. Von 1716 bis 1729 fungierte er auch als Münzherr der Stadt.

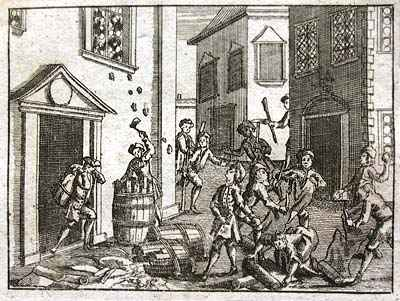
Phantasiedarstellung der Röderschen Unruhen aus dem Jahr 1730

Im Jahr 1727 hatte er dann mit innerstädtischen Unruhen umzugehen, die der Jurist Joachim Röder ausgelöst hatte, dem eine Münzverschlechterung nachgesagt wurde. Das Haus Dr. Röders in der Großen Petersgrube 23 wurde bei diesem Aufstand von Angehörigen der einfacheren Bevölkerungsschichten geplündert und vollständig demoliert.

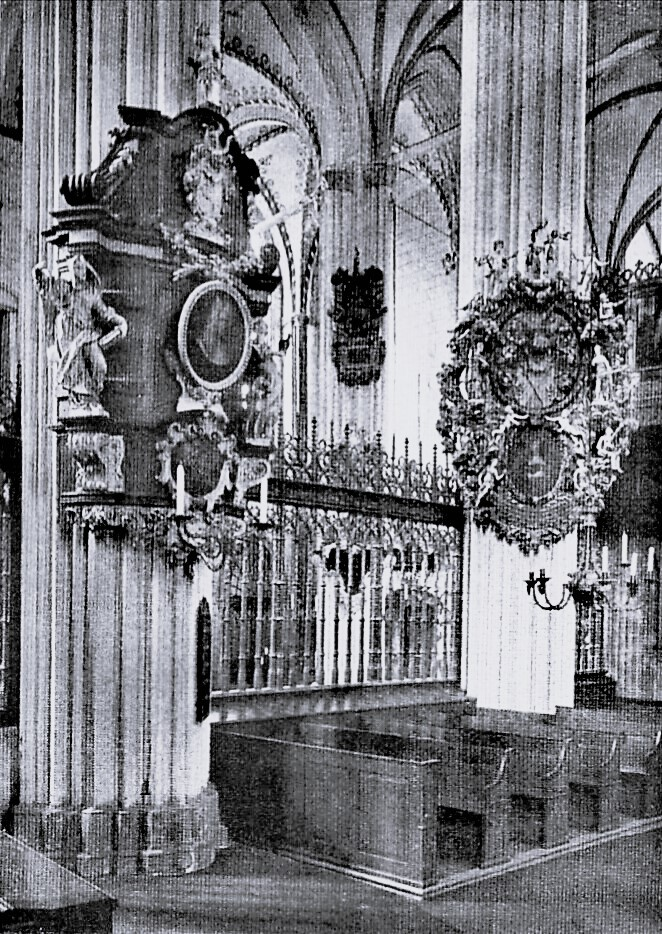
Epitaph für Adolf Mattheus Rodde (links)

Rodde war verheiratet mit Engel Ritter, einer Tochter des Bürgermeisters Johann Ritter. Er hatte ein Epitaph im Chorraum der Marienkirche, das ebenso wie die Epitaphien seines Vaters, Bruders und Schwiegervaters beim Luftangriff auf Lübeck am 29. März 1942 verbrannte.